# Pheleuscelus spinosus
Pheleuscelus spinosus es una especie de coleóptero de la familia Attelabidae.

## Distribución geográfica
Habita en Panamá.